# Goéland bourgmestre
Larus hyperboreus
Pour les articles homonymes, voir bourgmestre (homonymie).
Espèce
Statut de conservation UICN

 LC  : Préoccupation mineure
Le Goéland bourgmestre (Larus hyperboreus) est une espèce d'oiseaux de mer de la famille des Laridae nichant en Arctique.

## Identification
Les goélands bourgmestres sont de grands et puissants goélands, au plumage très pâle. Les adultes sont gris pâle sur le dessus, avec un bec jaune épais. Les jeunes sont gris très pale avec un bec rose et noir. Cette espèce a un bec plus grand et plus épais que le goéland arctique, par ailleurs assez semblable, et est aussi grande que le goéland marin. Les goélands bourgmestres mettent quatre ans pour atteindre la maturité.

## Distribution
Le goéland bourgmestre niche en Arctique. Migrateur, on le trouve en hiver dans le nord de l'océan Pacifique et dans le nord de l'océan Atlantique, jusqu'en Grande-Bretagne et aux États les plus septentrionaux des États-Unis. Ils se rendent également au bord des Grands Lacs. Quelques oiseaux atteignent parfois le sud des États-Unis et le Mexique.

## Reproduction

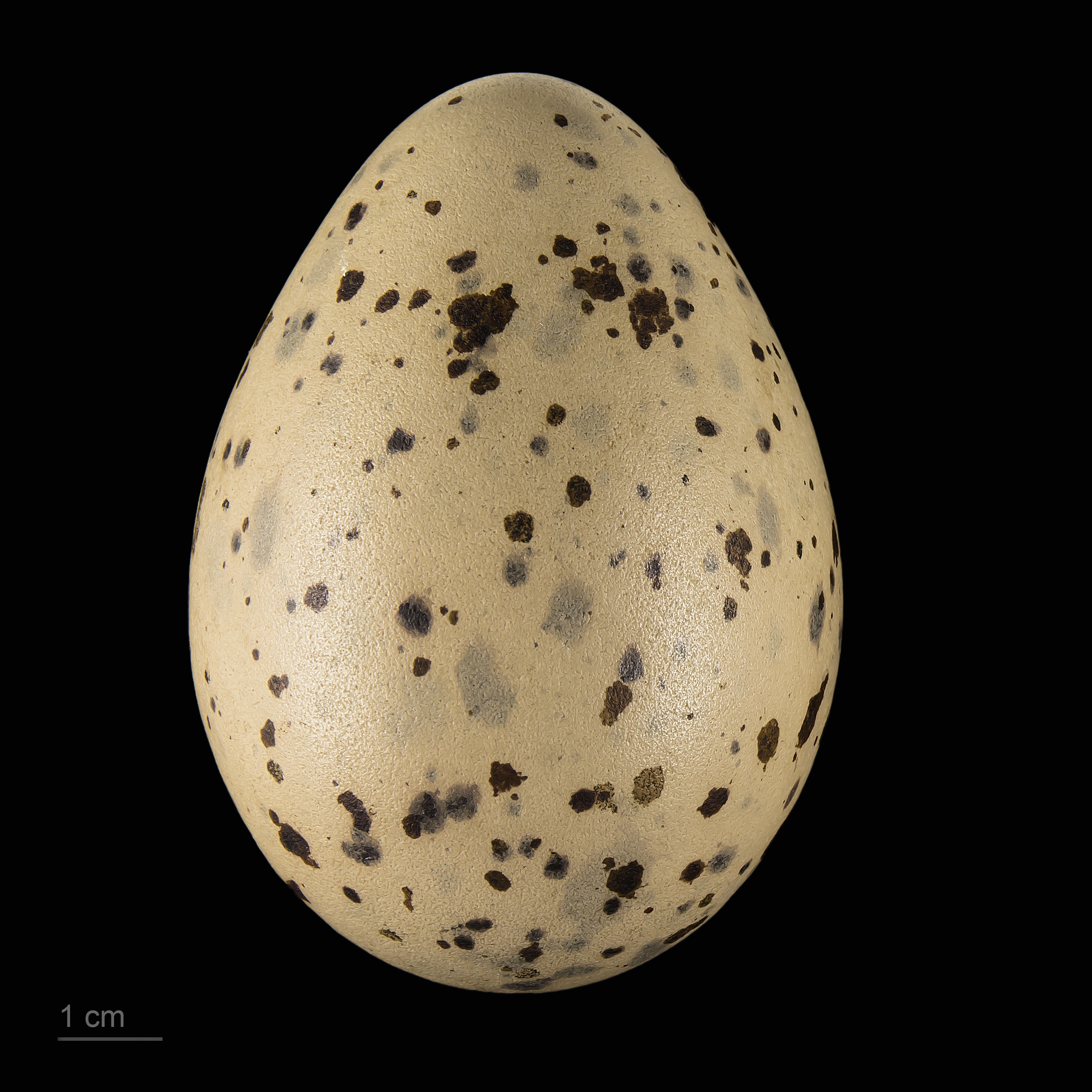
Œufs de Larus hyperboreus - Muséum de Toulouse

Le goéland bourgmestre niche en colonie ou seul sur les côtes et les falaises, construisant un nid à même le sol. Les couples sont saisonniers et monogames. Les deux membres du couple participent à l'édification du nid.
Le goéland bourgmestre pond généralement deux à quatre œufs brun clair. Les deux parents participent à la couvaison qui dure environ 28 jours. Ils nourrissent ensuite également ensemble les oisillons. Ces derniers peuvent voler après 45 à 50 jours.

Carte de répartition
Aire de nidification
Présent à l'année
Aire d'hivernage

## Régime alimentaire
Comme la plupart des espèces du genre Larus, le goéland bourgmestre est omnivore. Il se nourrit de poissons, d'insectes, de mollusques, d'étoiles de mer, de charognes, d'œufs, de petits mammifères, de petits oiseaux, de graines et de baies.

## Philatélie
Le goéland bourgmestre apparaît sur un timbre du Sierra Leone en 2000, de l'île de Man en 2007 et de l'Islande de 2009. Plusieurs timbres de Saint-Pierre-et-Miquelon, émis entre 1909 et 1942, représentent également le goéland bourgmestre.

## Taxinomie
D'après la classification de référence (version 14.1, 2024) de l'Union internationale des ornithologues, le Goéland bourgmestre possède 4 sous-espèces (ordre philogénique) :
- Larus hyperboreus hyperboreus Gunnerus, 1767 — de Svalbard à la péninsule de Taïmyr ;
- Larus hyperboreus pallidissimus Portenko, 1939 — de la péninsule de Taïmyr à l'île Saint-Laurent ;
- Larus hyperboreus barrovianus Ridgway, 1886 — du littoral de l'Alaska à l'Ouest du bassin de Mackenzie ;
- Larus hyperboreus leuceretes Schleep, 1819 — de l'Est du bassin de Mackenzie au Groenland et l'Islande.